# Petr Brandl
Petr Brandl, o in tedesco Peter Johann Brandl (Praga, 24 ottobre 1668 – Kutná Hora, 24 settembre 1735), è stato un pittore barocco boemo nato e morto in Boemia, regione della Repubblica Ceca.

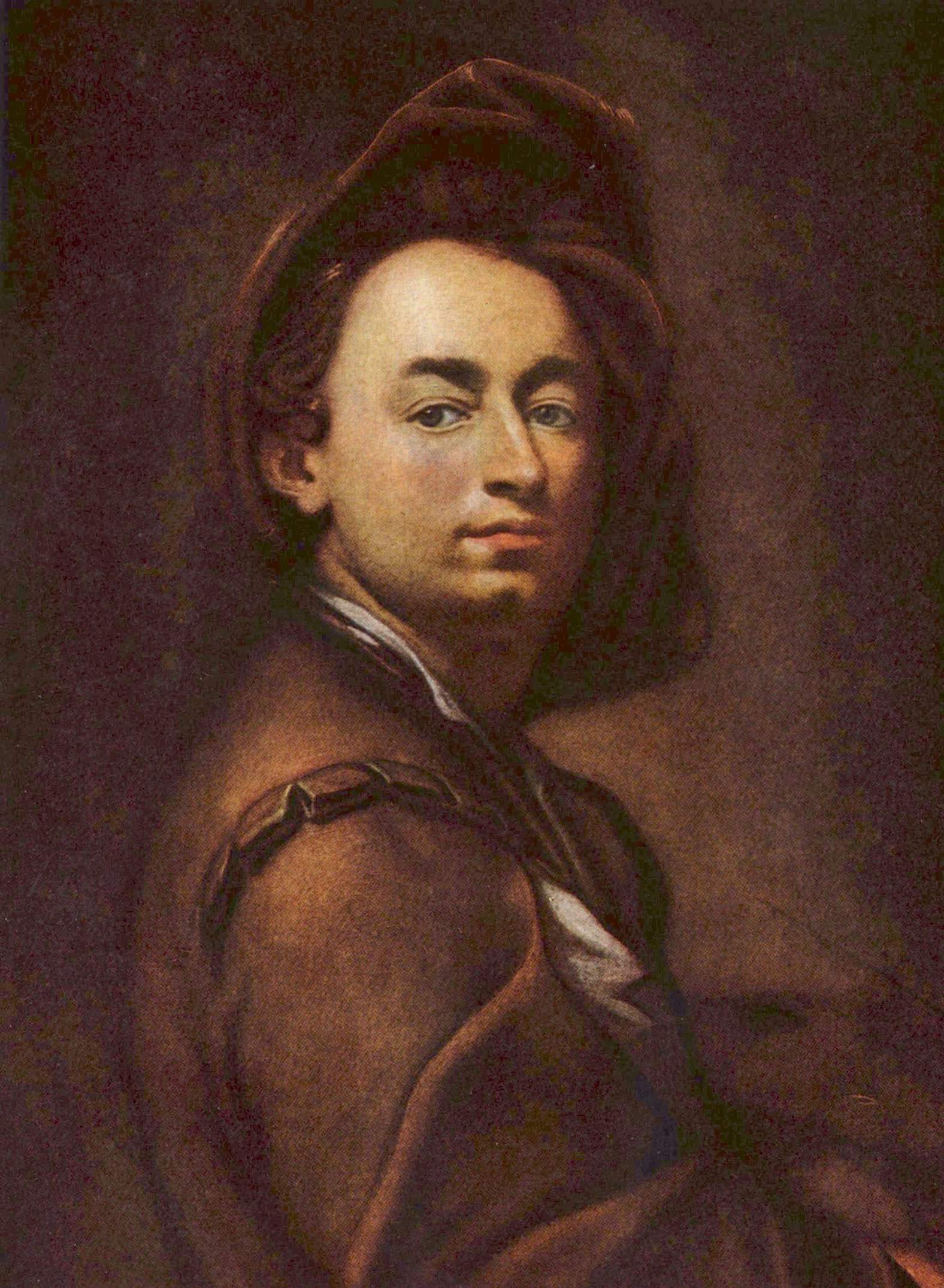
Autoritratto, 1700.

Molte delle sue opere sono conservate nella Galleria nazionale di Praga e nel Castello di Krásný Dvůr. Vi si ricorda anche la bella pala dell'Assunzione di Maria nell'Abbazia di Krzeszów.